# Psammodrilidae
Psammodrilidae zijn een familie van borstelwormen (Polychaeta).

## Geslachten
- Psammodrilus Swedmark, 1952

### Synoniemen
- Psammodriloides Swedmark, 1958 => Psammodrilus Swedmark, 1952